# Sitticinae
Sitticinae Simon, 1901 è una sottofamiglia di ragni appartenente alla famiglia Salticidae dell'ordine Araneae della classe Arachnida.

## Distribuzione
Gli undici generi oggi noti di questa sottofamiglia sono diffusi in Eurasia, Africa e Americhe.

## Tassonomia
A maggio 2010, gli aracnologi sono concordi nel suddividerla in 11 generi:
- Aillutticus Galiano, 1987 — Argentina, Brasile (8 specie)
- Amatorculus Ruiz & Brescovit, 2005 — Brasile (1 specie)
- Attulus Simon, 1889 — Europa (1 specie)
- Capeta Ruiz & Brescovit, 2005 — Brasile (1 specie)
- Gavarilla Ruiz & Brescovit, 2006 — Brasile (2 specie)
- Jollas Simon, 1901 — dall'America centrale all'America meridionale, Pakistan (10 specie)
- Nosferattus Ruiz & Brescovit, 2005 — Brasile (5 specie)
- Pseudattulus Caporiacco, 1947 — Venezuela, Guyana (3 specie)
- Semiopyla Simon, 1901 — dal Messico all'Argentina (3 specie)
- Sitticus Simon, 1901 — Eurasia, Africa, Americhe, Isole Galapagos (84 specie)
- Yllenus Simon, 1868 — Eurasia, Africa settentrionale (68 specie)